# Mantell Protector de la Mare de Déu

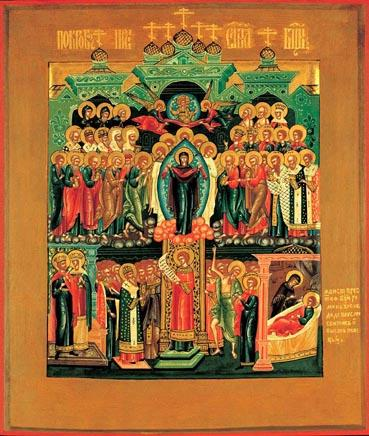
Icona russa del del Mantell Protector de la Mare de Déu.

El Mantell Protector de Nostra Santíssima Senyora Theotokos i sempre Verge Maria o, senzillament, el Mantell Protector de la Mare de Déu, conegut en eslau eclesiàstic com a Pokrov (Покровъ, "protecció") i en grec com a Skepê (Σκέπη), és una festivitat de la Mare de Déu celebrada a l'Església Ortodoxa i a les Esglésies orientals. A Rússia i Ucraïna se celebra el dia 1 d'octubre (14 d'octubre, segons el calendari julià), mentre que l'Església Ortodoxa Grega celebra la festivitat els dies 1 i 28 d'octubre.
La festivitat celebra la protecció proporcionada als fidels per mitjà de la intercessió de la Theotokos (la Mare de Déu). És una de les festivitats més importants de l'any litúrgic de l'Església ortodoxa russa. A Rússia és la solemnitat més importante darrere de la Resurrecció de Jesús i les Grans Festes de l'Església Ortodoxa. La festivitat se celebra conjuntament a totes les Esglésies Ortodoxes, però a Rússia i Ucraïna és on se celebra amb més fervor.

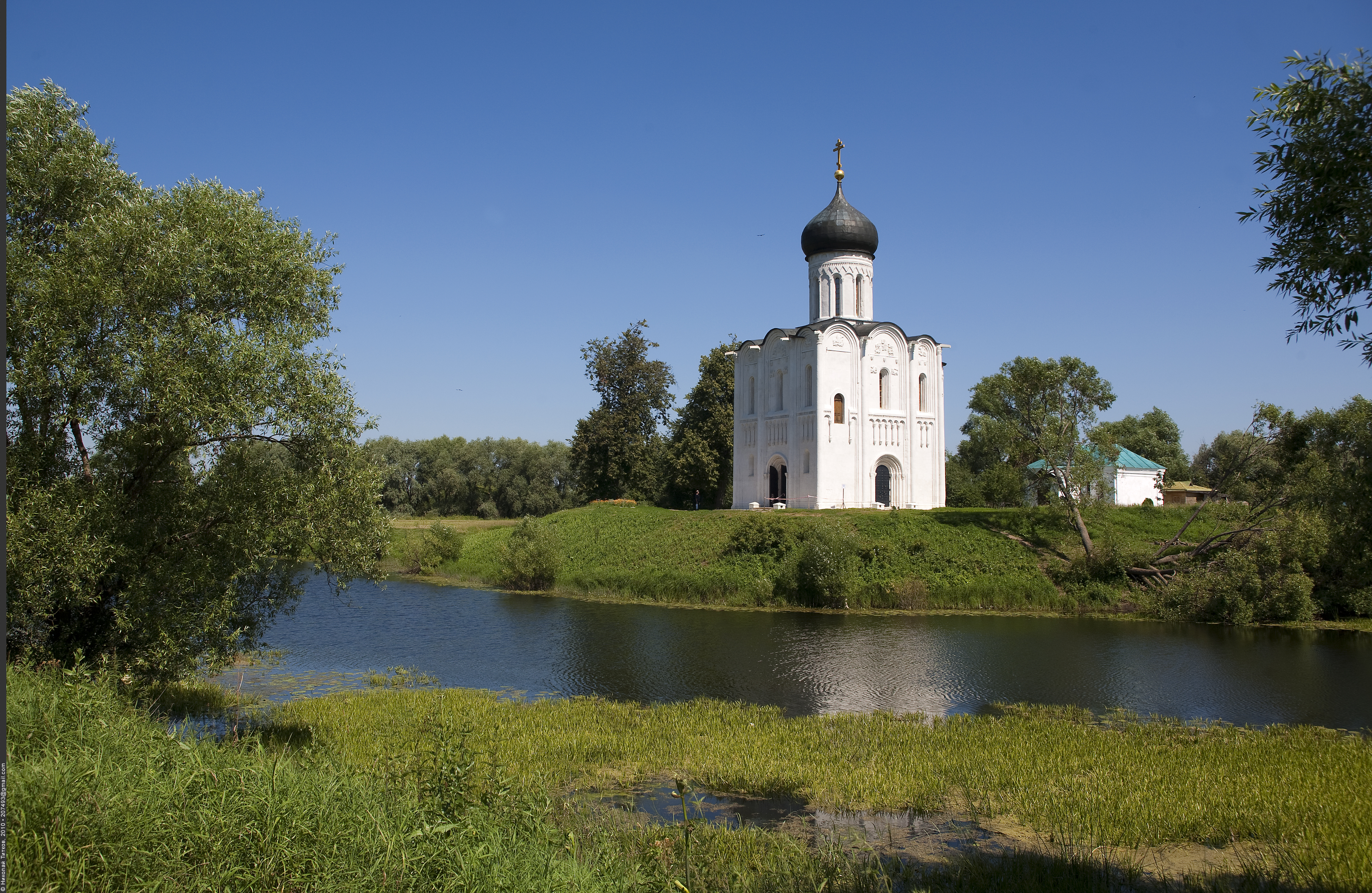
Església de la Intercessió del riu Nerl.

La paraula russa pokrov, com la grega skepê, té un significat complex. En primer lloc, fa referència a un sudari, però també vol dir "protecció" o "intercessió". És per això que el nom de la festivitat es tradueix com a "Mantell de Nostra Senyora", "Mantell Protector de la Theotokos", "Protecció de la Theotokos" o "Intercessió de la Theotokos".
En la pintura occidental el tractament que se'n fa és semblant a la iconografia de la "Verge de la Mercè" o "de la Misericòrdia", en aquest cas amb el mantell.